# Lớp Thủy phỉ
Lớp Thủy phỉ (danh pháp khoa học: Isoetopsida) là một lớp trong ngành Lycopodiophyta. Tất cả các loài còn sinh tồn trong lớp này khi hiểu theo nghĩa rộng nhất thuộc về chi Selaginella của bộ Selaginellales hoặc thuộc về chi Isoetes của bộ Isoetales. Tuy nhiên, khi hiểu ngành Lycopodiophyta chỉ chứa 1 lớp duy nhất thì chúng được xếp trong lớp Lycopodiopsida. Ngược lại, khi hiểu  ngành Lycopodiophyta là chứa 3 lớp khác nhau thì chúng được xếp tương ứng trong lớp Selaginellopsida và lớp Isoetopsida (nghĩa hẹp). Có khoảng 700 loài Selaginella và 140-150 loài Isoetes, với sự phân bố toàn cầu, nhưng nói chung hiếm thấy và khó tìm. Một số nhà thực vật học tách 2 loài ở Nam Mỹ của chi Isoetes ra thành chi riêng gọi là Stylites.
Một số tác giả lựa chọn danh pháp Selaginellopsida A.B. Frank, 1877 làm danh pháp cho lớp này khi hiểu theo nghĩa rộng, do nó có độ ưu tiên cao hơn danh pháp "Isoetopsida" chỉ được công bố năm 1885. Tuy nhiên, quy tắc độ ưu tiên không áp dụng cho các đơn vị phân loại cao hơn cấp họ. Các bài báo gần đây ưa thích tên gọi "Isoetopsida" là do "Selaginellopsida" đôi khi được sử dụng khá mơ hồ: nó có thể là để nói đến cùng một các thành viên như Isoetopsida như được định nghĩa tại đây hoặc nó có thể chỉ bao gồm mỗi bộ Selaginellales.

## Phát sinh chủng loài
|  | Lycopodiales      |
|  |                   |
|  | Drepanophycales † |
|  |                   |

|  | Lepidodendrales †                                          |
|  |                                                            |
|  | \| \| Pleuromeia † \| \| \| \| \| \| Isoetales \| \| \| \| |
|  |                                                            |
|  | Pleuromeia †                                               |
|  |                                                            |
|  | Isoetales                                                  |
|  |                                                            |

|  | Pleuromeia † |
|  |              |
|  | Isoetales    |
|  |              |

|  | Lepidodendrales †                                          |
|  |                                                            |
|  | \| \| Pleuromeia † \| \| \| \| \| \| Isoetales \| \| \| \| |
|  |                                                            |
|  | Pleuromeia †                                               |
|  |                                                            |
|  | Isoetales                                                  |
|  |                                                            |

|  | Pleuromeia † |
|  |              |
|  | Isoetales    |
|  |              |

|  | Lycopodiales      |
|  |                   |
|  | Drepanophycales † |
|  |                   |

|  | Lepidodendrales †                                          |
|  |                                                            |
|  | \| \| Pleuromeia † \| \| \| \| \| \| Isoetales \| \| \| \| |
|  |                                                            |
|  | Pleuromeia †                                               |
|  |                                                            |
|  | Isoetales                                                  |
|  |                                                            |

|  | Pleuromeia † |
|  |              |
|  | Isoetales    |
|  |              |

|  | Lepidodendrales †                                          |
|  |                                                            |
|  | \| \| Pleuromeia † \| \| \| \| \| \| Isoetales \| \| \| \| |
|  |                                                            |
|  | Pleuromeia †                                               |
|  |                                                            |
|  | Isoetales                                                  |
|  |                                                            |

|  | Pleuromeia † |
|  |              |
|  | Isoetales    |
|  |              |

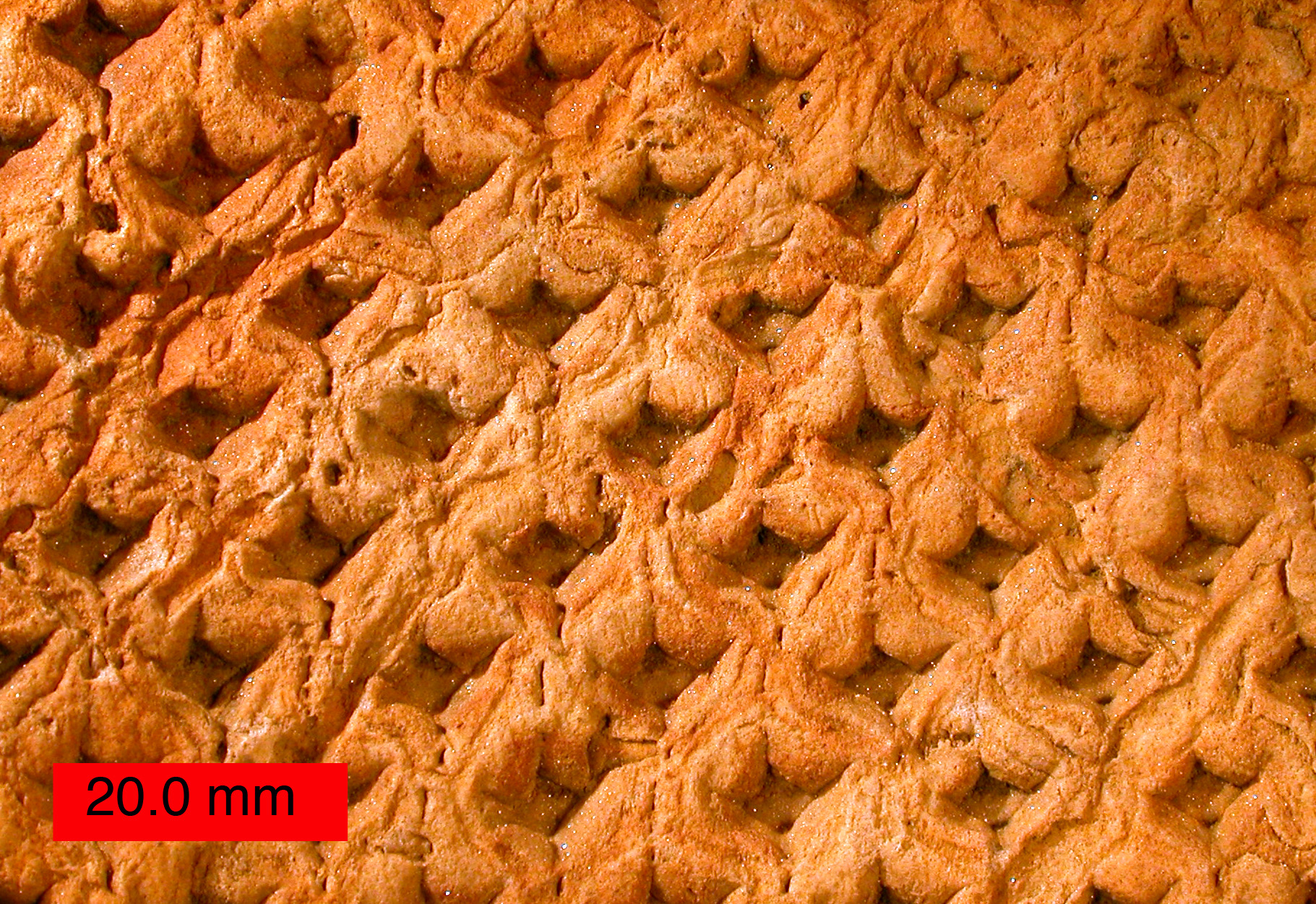
Khuôn ngoài của Lepidodendron có niên đại từ cuối kỷ Than đá ở Ohio.

Nhóm nổi tiếng nhất trong Isoetopsida là "cây vảy" (bộ Lepidodendrales), bao gồm chi Lepidodendron. Các loài cây thân gỗ to lớn này đã từng thịnh vượng trong các đầm lầy trong kỷ Than đá.  Thủy phỉ được một số tác giả coi là tàn tích cuối cùng của lài cây thân gỗ hóa thạch này. Giữa chúng có một số đặc trưng chung bất thường như sự phát triển của cả gỗ và vỏ, hệ thống rễ bị biến đổi có vai trò như rễ, sự phát triển lưỡng cực và tư thế đứng thẳng.